# Émilie Gourd

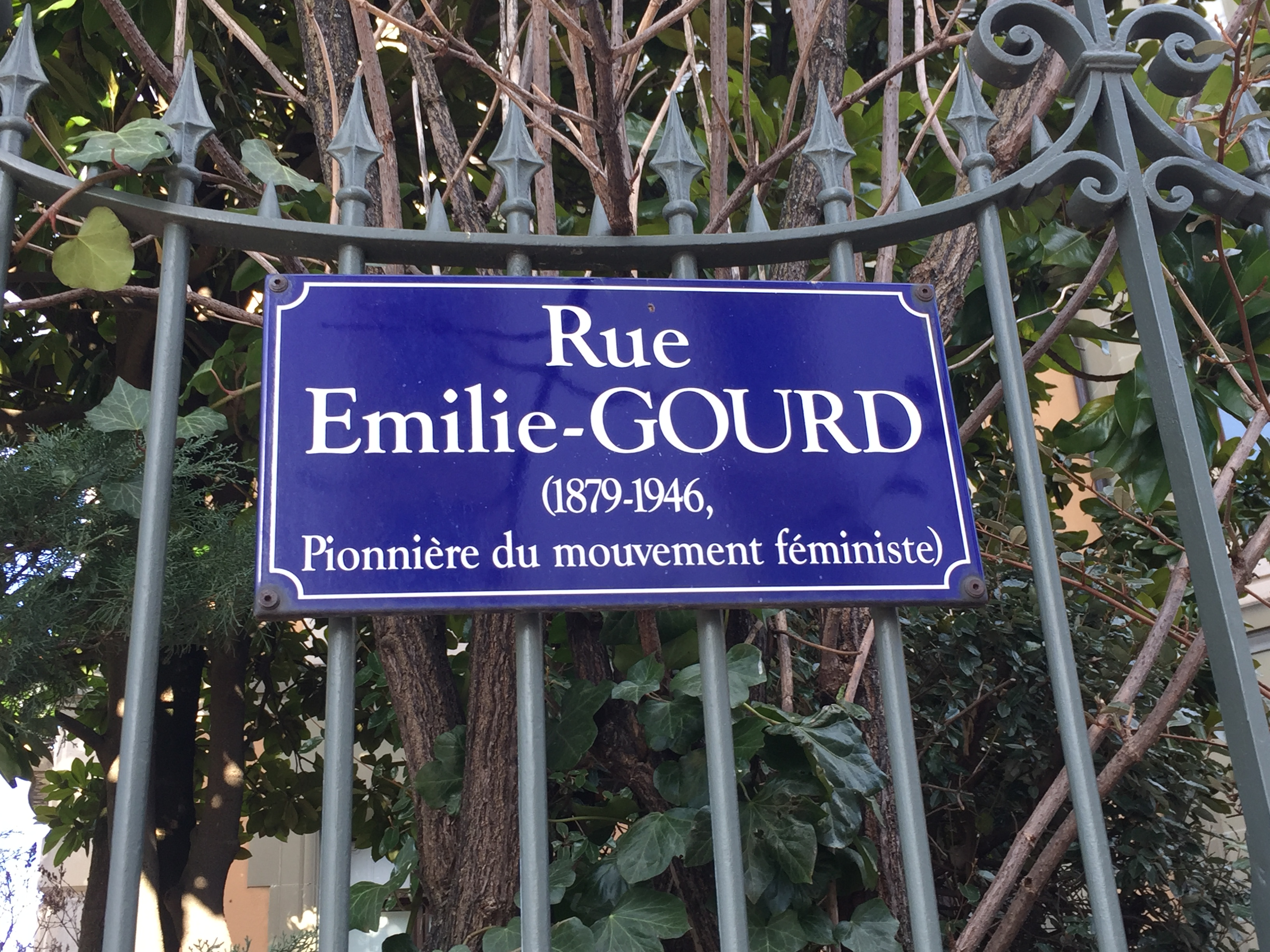
Utca viseli nevét Genfben

Émilie Gourd (Genf, 1879. december 19. – Genf, 1946. december 4.) svájci női jogharcos, jelentős szerepet játszott a svájci nők választójogáért folytatott küzdelemben. 1912 és 1928 között a Svájci Női Választójogi Szövetség élén állt.

## Életpályája
Liberális, nyitott szellemű protestáns polgárcsaládban született. Francia származású édesapja filozófiát és teológiát tanított a Genfi Egyetemen. Elemi oktatásban édesanyja részesítette, majd a felsőfokú leányiskolában tanult. A 19. század végén a polgári körökben nagyobb hangsúlyt kapott a leányok nevelése. Émilie nagyon szeretett olvasni, előfizetője volt többek között a La Fronde (Felkelés) lapnak, ami forradalminak számított akkoriban, mert a szerkesztést és a nyomtatást is nők végezték. Émilie történelmet és filozófiát tanult a  Genfi Egyetemen, de csak hallgatóként vehetett részt az előadásokon, mert a leányok nem vizsgázhattak. Diploma nélkül Émilie csak magániskolában taníthatott.
A szociális ügyek iránt elkötelezett édesanyja vezette be a fiatal lányt a humanitárius tevékenységbe. Megismerkedett a Svájci Nőszervezetek Szövetségének hasonlóan gondolkodó fiatal tagjaival, akik a nők politikai, társadalmi és gazdasági egyenlőségét követelték. A nők akkor még az egyházközségi gyűléseken sem szavazhattak. 1904-ben 25 évesen lett az SNSZ főtitkára. 1909-ben megismerkedett Auguste Morsier-vel, a Nők Választójogáért Küzdő Genfi Egyesület alapítójával és elnökével. Émilie 1914-től 28-ig elnökölt az Egyesületben. Kitűnő íráskészséggel és pedagógiai érzékkel rendelkezett, és a politikában is jártas volt. Morsier bátorította, hogy alapítson feminista lapot. 1912-ben jelent meg a Femmes en mouvement első száma. A folyóirat l'émiliE néven ma is megjelenik, így Európa legrégibb feminista lapja.
A világháború elején, amikor az apák és férjek elvesztették munkájukat, vagy katonáskodtak, Émilie megnyitotta a nőegylet varrodáját, ahol a lányok és asszonyok bevételre tehettek szert. Megszervezte a varrónők betegbiztosítását, bizottságot hozott létre a közerkölcsök javítására. Szabályozott munkaidőt kért és azonos munkáért egyenlő bért. Nem csak a nők állampolgári jogainak megszerzése, de a társadalmi egyenlőtlenségek megszüntetése is fontos volt számára. Mélységesen felháborította a kora reggeltől késő estig dolgozó háztartási alkalmazottak kizsákmányolása. A harmincas években jelentésekben számolt be tapasztalatairól, és azt kérte a kantonális és szövetségi hivataloktól, hogy törvényben szabályozzák a napi munkaidőt. Kérése akkor nem talált meghallgatásra, de néhány év múlva a szövetségi munkatörvény a háztartási alkalmazottakra is kitért.
1925 tavaszán előkészítette a nők munkáját bemutató kantonális szintű kiállítást, amelynek célja a nők teljesítményének elismertetése és értékelése volt. Az 1928-ban megrendezett Schweizerische Ausstellung für Frauenarbeit (SAFFA) kiállítás kantonális részét ő koordinálta. Az eseménnyel az újságok is sokat foglalkoztak, így kitűnő alkalom nyílt arra, hogy az SNSZ követelései nagy nyilvánosságot kapjanak. A fasiszta ideológia megjelenésekor létrehozta a La femme et la démocratie (A nő és a demokrácia) csoportosulást. A Nemzetközi Női Választójogi Szövetség titkára lett 1923-ban. A Nemzetközi Munkaügyi Hivatal női munkát tanulmányozó bizottságának levelező tagjává választották.